# Hendrik van Heuraet
Hendrik van Heuraet, nizozemski matematik in zdravnik, * 8. september 1633, Haarlem, Nizozemska, † okoli 1660, verjetno Leiden, Nizozemska.
Van Heuraet je najbolj znan kot eden od utemeljiteljev integralskega računa. 

## Življenje in delo
Od leta 1653 je študiral na Univerzi v Leidnu, kjer so študirali tudi van Schooten, Hudde in Huygens. Leta 1658 je s Huddejem odšel na hugenotsko univerzo v Saumur v Francijo. V Leiden se je vrnil naslednje leto kot zdravnik. Po tem času o njem ni več podatkov.